# بابلو كونتريراس
بابلو أندريس كونتريراس فيكا (بالإسبانية: Pablo Andrés Contreras Fica)‏ (مواليد 11 سبتمبر 1978 في سانتياغو) لاعب كرة قدم تشيلي يلعب حاليا لصالح نادي باوك اليوناني .

## مسيرته الكروية
لعب بابلو كونتريراس خلال مسيرته الاحترافية مع 10 أندية في اثنين وعشرين موسمًا وسجل خلالها 17 هدفًا ضمن 369 مباراة. حيث فاز في موسم واحد بالكأس وفي أربعة مواسم بالدوري.
خاض بابلو كونتريراس مسيرته مع نادي كولو-كولو ما بين عامي 1997 و1998 في المرة الأولى لمدة موسم واحد ثم في عامي 1999-2001 ولمدة موسمين ثم ما بين عامي 2012 و2013 لمدة موسم واحد، مشاركًا طوالها في 50 مباراة سجل خلالها هدفين. ثم انتقل إلى نادي موناكو في موسم 1999–00 ولمدة موسمين، حيث شارك في 26 مباراة ولم يسجل أي هدف. لينتقل بعدها إلى نادي راسينغ في موسم 2000–01 لمدة موسم واحد، مشاركًا في 8 مباريات ولم يسجل أي هدف أيضًا. ثم انتقل إلى نادي أوساسونا في موسم 2001–02 لمدة موسم واحد، مشاركًا في 31 مباراة سجل خلالها هدفًا واحدًا. هذا وانتقل لاحقًا إلى نادي سبورتينغ لشبونة في موسم 2002–03 لمدة موسم واحد، مشاركًا في 30 مباراة سجل خلالها هدفين. ثم انتقل بعدها إلى نادي سيلتا فيغو في موسم 2003–04 ليلعب معه خمسة مواسم، مشاركًا في 105 مباراة سجل خلالها 5 أهداف. ليعود وينتقل من جديد، لكن هذه المرة إلى نادي سبورتينغ براغا في موسم 2007–08 لمدة موسم واحد، مشاركًا في 13 مباراة ولم يسجل أي هدف. لينتقل بعدها إلى نادي باوك في موسم 2008–09 ليلعب معه أربعة مواسم، مشاركًا في 70 مباراة سجل خلالها 6 أهداف. ثم لعب في نادي أولمبياكوس في موسم 2012–13 لمدة موسم واحد، مشاركًا في 17 مباراة سجل خلالها هدفًا واحدًا. ليعود ويرتحل عنه إلى نادي ملبورن فيكتوري في موسم 2013–14 لمدة موسم واحد، مشاركًا في 19 مباراة ولم يسجل أي هدف.

## روابط خارجية
- بابلو كونتريراس على موقع الاتحاد الدولي (مؤرشف)  (الإنجليزية)
- بابلو كونتريراس على موقع رابطة كرة القدم الفرنسية للمحترفين (الإنجليزية)
- بابلو كونتريراس على موقع قاعدة بيانات كرة القدم.إي يو (الإنجليزية)
- بابلو كونتريراس على موقع ناشيونال فوتبول تيمز (الإنجليزية)
- بابلو كونتريراس على موقع Soccerway.com (الإنجليزية)
- بابلو كونتريراس على موقع عالم كرة القدم.نت (الإنجليزية)
- بابلو كونتريراس على موقع كووورة
- بابلو كونتريراس على موقع أوليمبيديا (الإنجليزية)
- بابلو كونتريراس على موقع AS.com (الإسبانية)